# Diocesi di Feldkirch
La diocesi di Feldkirch (in latino Dioecesis Campitemplensis) è una sede della Chiesa cattolica in Austria suffraganea dell'arcidiocesi di Salisburgo. Nel 2023 contava 229.940 battezzati su 406.886 abitanti. È retta dal vescovo Benno Elbs.

## Territorio
La diocesi comprende lo stato federato austriaco del Vorarlberg.
Sede vescovile è la città di Feldkirch, dove si trova la cattedrale di San Nicola. In diocesi sorgono anche due basiliche minori: la basilica della Visitazione della Beata Vergine Maria a Bildstein e la basilica di Nostra Signora a Rankweil.
Il territorio è suddiviso in 126 parrocchie.

## Storia
Fino agli inizi dell'Ottocento, la parte settentrionale del territorio dell'odierna diocesi faceva parte della diocesi di Costanza, mentre la parte meridionale apparteneva alla diocesi di Coira e porzioni minori di territorio alla diocesi di Augusta. Con la bolla Ex imposito nobis del 2 maggio 1818, papa Pio VII prevedeva l'istituzione di una diocesi a Feldkirch e ne stabiliva anche il territorio, ma ne affidava la giurisdizione ai vescovi di Bressanone, che dovevano istituirvi in via provvisoria un vicariato generale, retto da un vescovo ausiliare con l'obbligo della residenza. Il primo vescovo ausiliare di Feldkirch fu Bernhard Galura, che operò per dare un volto indipendente alla chiesa nel Vorarlberg.
Questa particolare giurisdizione rimase in vigore fino all'istituzione dell'amministrazione apostolica di Innsbruck-Feldkirch nel 1925, che fu elevata al rango di diocesi il 6 agosto 1964 con il nome di diocesi di Innsbruck-Feldkirch.
In conformità alla convenzione tra Santa Sede e governo austriaco del 7 ottobre 1968, l'8 dicembre successivo, con la bolla Christi Caritas di papa Paolo VI, la diocesi di Innsbruck-Feldkirch si è divisa, dando origine alla presente diocesi di Feldkirch e alla diocesi di Innsbruck.

## Cronotassi dei vescovi
Si omettono i periodi di sede vacante non superiori ai 2 anni o non storicamente accertati.
- Bruno Wechner † (9 dicembre 1968 - 21 gennaio 1989 ritirato)
- Klaus Küng (21 gennaio 1989 - 7 ottobre 2004 nominato vescovo di Sankt Pölten)
- Elmar Fischer † (24 maggio 2005 - 15 novembre 2011 ritirato)
- Benno Elbs, dall'8 maggio 2013

## Statistiche
La diocesi nel 2023 su una popolazione di 406.886 persone contava 229.940 battezzati, corrispondenti al 56,5% del totale.
| anno | popolazione | popolazione | popolazione | presbiteri | presbiteri | presbiteri | presbiteri                | diaconi | religiosi | religiosi | parrocchie |
| anno | battezzati  | totale      | %           | numero     | secolari   | regolari   | battezzati per presbitero | diaconi | uomini    | donne     | parrocchie |
| ---- | ----------- | ----------- | ----------- | ---------- | ---------- | ---------- | ------------------------- | ------- | --------- | --------- | ---------- |
| 1968 | 269.596     | 528.812     | 51,0        | 319        | 206        | 113        | 845                       |         | 184       | 728       | 124        |
| 1980 | 281.694     | 312.895     | 90,0        | 260        | 172        | 88         | 1.083                     | 6       | 136       | 784       | 138        |
| 1990 | 278.364     | 331.797     | 83,9        | 225        | 167        | 58         | 1.237                     | 9       | 87        | 563       | 141        |
| 1999 | 273.361     | 363.225     | 75,3        | 232        | 165        | 67         | 1.178                     | 13      | 96        | 325       | 124        |
| 2000 | 271.372     | 365.268     | 74,3        | 229        | 157        | 72         | 1.185                     | 13      | 99        | 347       | 124        |
| 2001 | 270.152     | 367.321     | 73,5        | 222        | 157        | 65         | 1.216                     | 16      | 92        | 339       | 124        |
| 2002 | 269.390     | 367.811     | 73,2        | 222        | 157        | 65         | 1.213                     | 16      | 91        | 331       | 124        |
| 2003 | 268.986     | 372.359     | 72,2        | 227        | 155        | 72         | 1.184                     | 16      | 94        | 456       | 124        |
| 2004 | 267.950     | 375.543     | 71,4        | 225        | 156        | 69         | 1.190                     | 18      | 87        | 316       | 124        |
| 2006 | 265.110     | 383.161     | 69,2        | 214        | 148        | 66         | 1.238                     | 18      | 82        | 285       | 124        |
| 2013 | 247.436     | 373.849     | 66,2        | 200        | 139        | 61         | 1.237                     | 23      | 73        | 302       | 125        |
| 2016 | 240.649     | 382.552     | 62,9        | 212        | 135        | 77         | 1.135                     | 24      | 87        | 262       | 126        |
| 2019 | 233.081     | 395.012     | 59,0        | 193        | 123        | 70         | 1.207                     | 22      | 84        | 230       | 126        |
| 2021 | 226.003     | 399.924     | 56,5        | 179        | 115        | 64         | 1.262                     | 22      | 77        | 204       | 126        |
| 2023 | 229.940     | 406.886     | 56,5        | 164        | 107        | 57         | 1.402                     | 26      | 69        | 175       | 126        |

## Galleria d'immagini

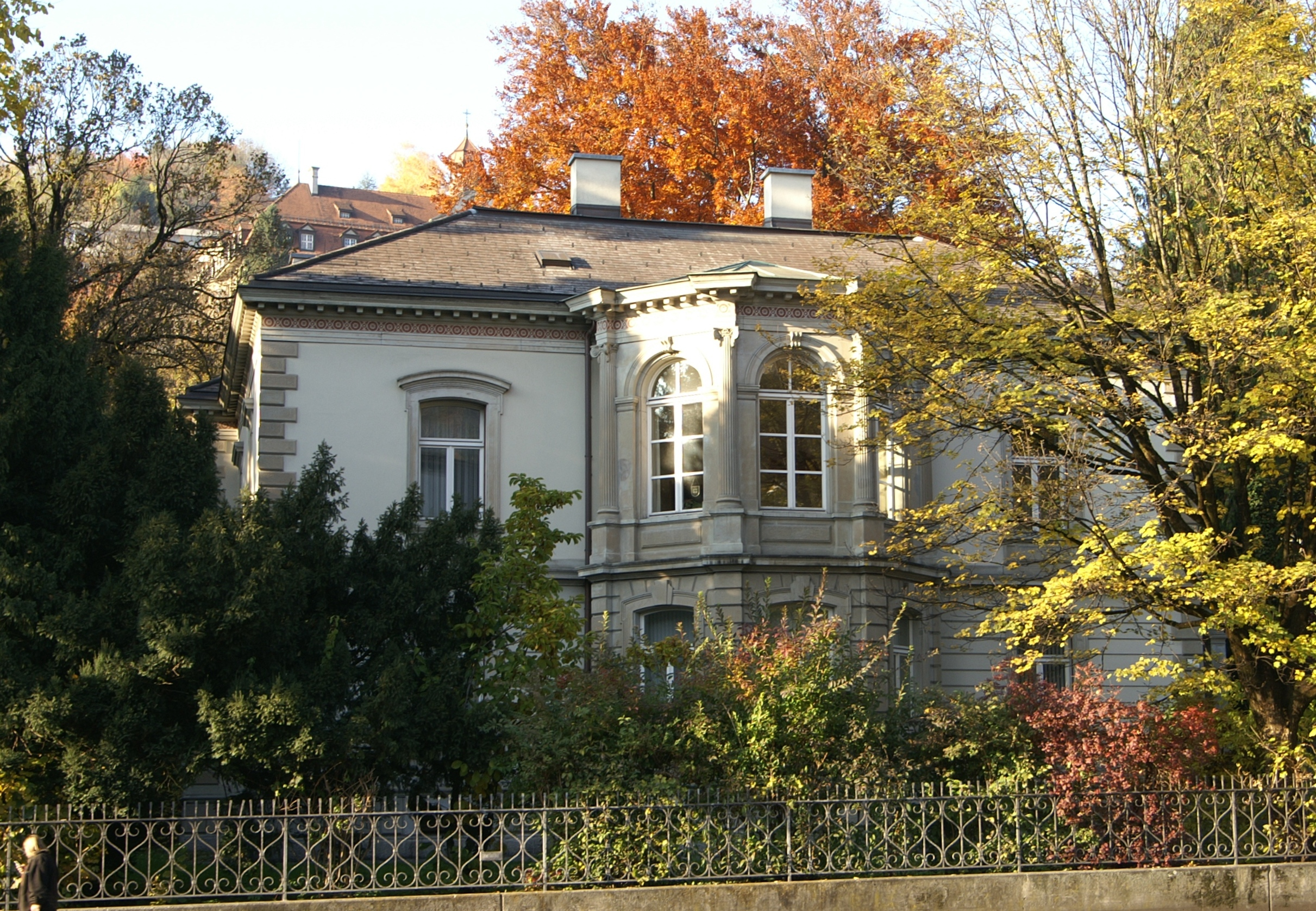
La residenza vescovile di Feldkirch
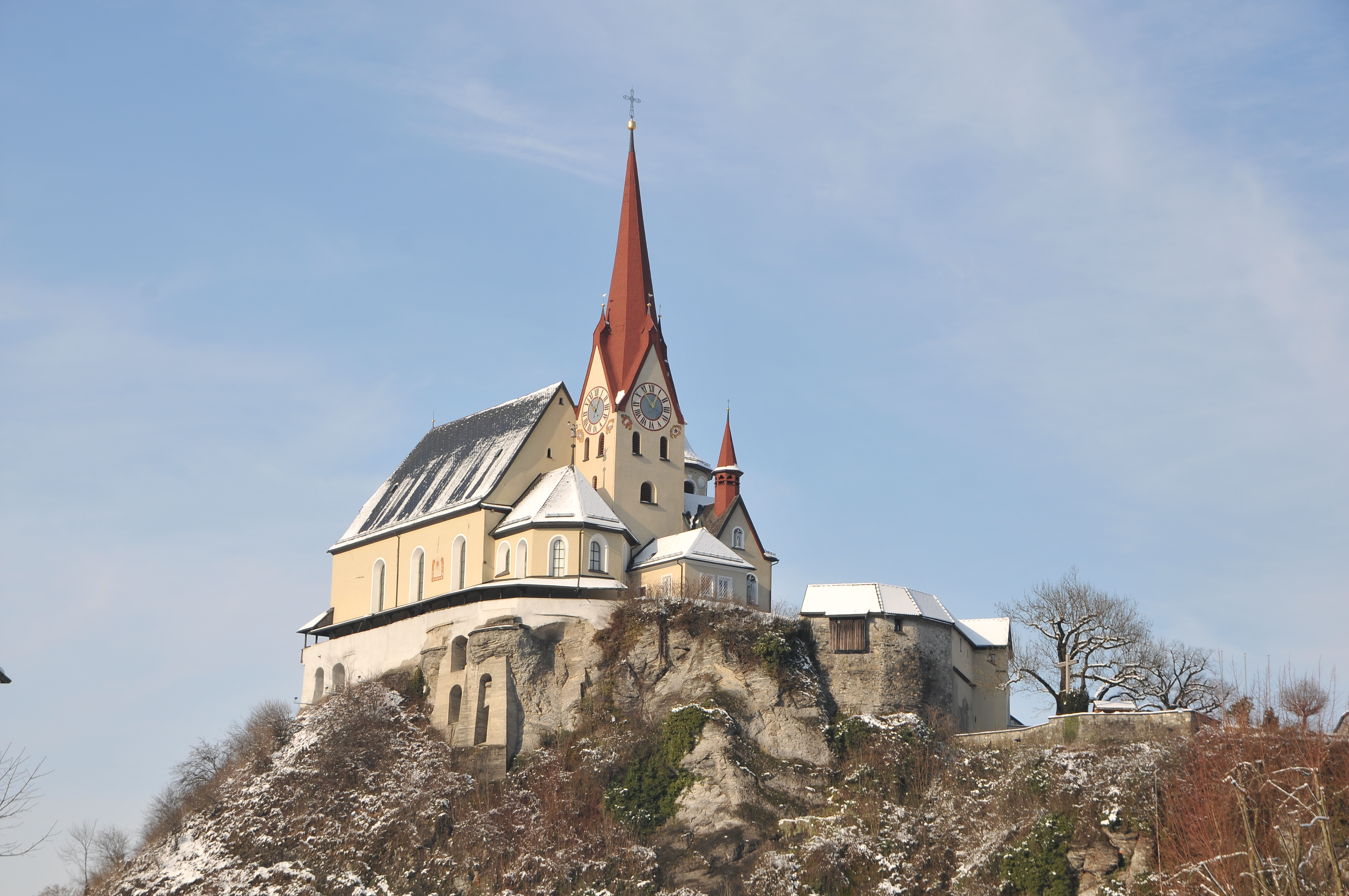
La basilica di Nostra Signora di Rankweil
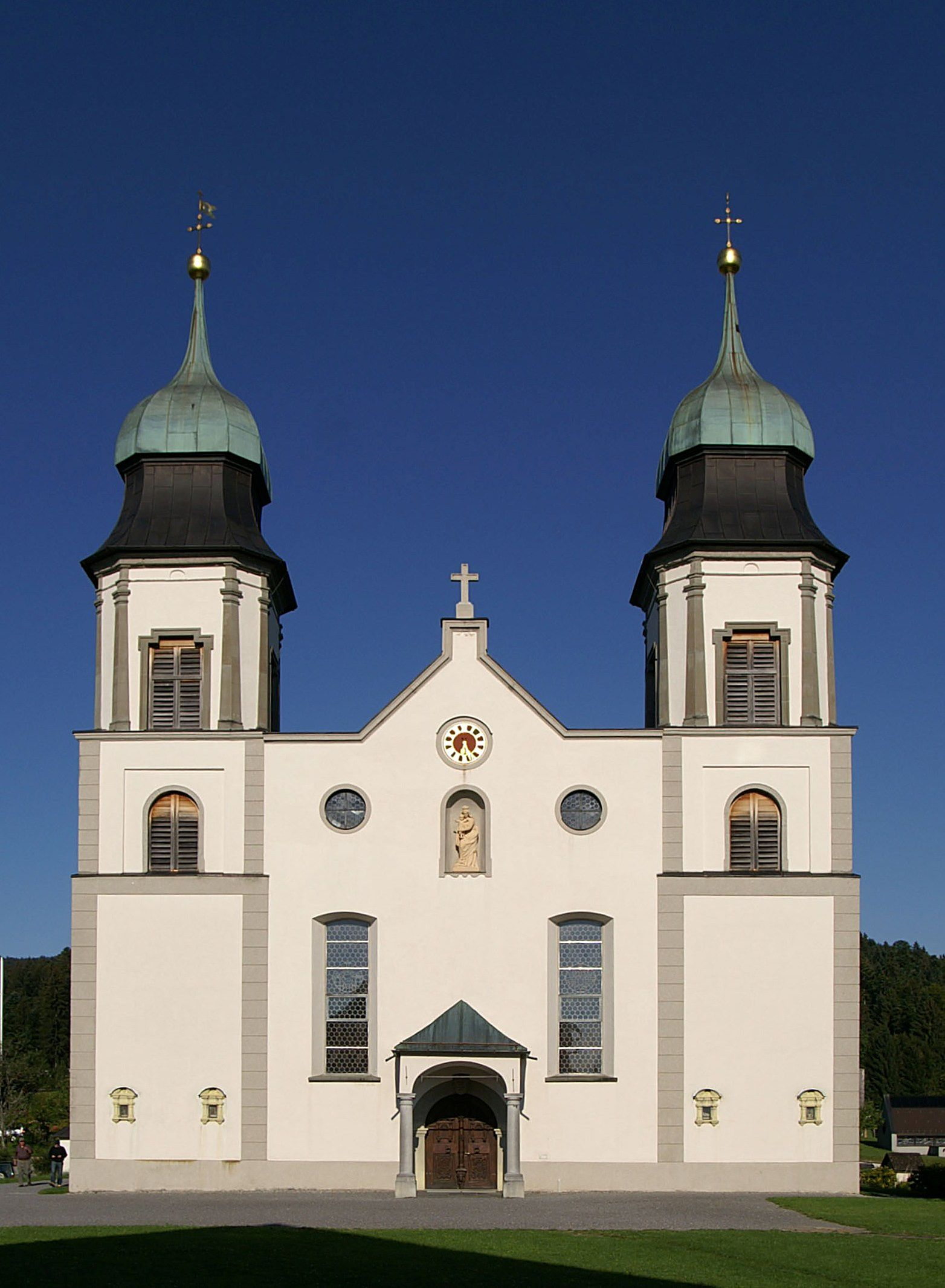
La basilica della Visitazione della Beata Vergine Maria a Bildstein